# Andrea Maccoppi
Andrea Maccoppi (sinh ngày 22 tháng 1 năm 1987) là một cầu thủ bóng đá người Ý thi đấu cho FC Lausanne-Sport.